# بنجامين ووكر
بنجامين ووكر (بالإنجليزية: Benjamin Walker) هو سياسي أمريكي، ولد في 1753 بلندن في الإمبراطورية الرومانية، وتوفي في 13 يناير 1813 في الولايات المتحدة. حزبياً، نشط في الحزب الفيدرالي الأمريكي. وقد انتخب عضو مجلس النواب الأمريكي.